# Masami Hata
Pour les articles homonymes, voir Hata.
Masami Hata (波多 正美, Hata Masami) (né le 5 novembre 1942) est un réalisateur, scénariste et animateur de films et de téléfilms d'animation japonais.

## Filmographie

### Longs métrages
- 1981 : Shiriusu no densetsu
- 1989 : Little Nemo : Les Aventures au pays de Slumberland (coréalisateur avec William T. Hurtz)

### Séries télévisées
- 1986 : Super Mario Bros. : Peach-Hime Kyushutsu Dai Sakusen! (réalisateur)
- 1995 : Ike ! Inachū takkyū-bu (réalisateur)